# Селенат кальция
Селенат кальция — неорганическое соединение,
соль кальция и селеновой кислоты с формулой CaSeO4,
бесцветные кристаллы,
растворяется в воде,
образует кристаллогидраты.

## Физические свойства
Селенат кальция образует бесцветные кристаллы нескольких модификаций :
- ромбическая сингония, пространственная группа P mca, параметры ячейки a = 0,7192 нм, b = 1,4404 нм, c = 0,6398 нм, Z = 8.
- моноклинная сингония, пространственная группа P 21/n, параметры ячейки a = 0,6860 нм, b = 0,7086 нм, c = 0,6692 нм, β = 104,21°, Z = 4.
- тетрагональная сингония, пространственная группа I 41/a, параметры ячейки a = 0,5054 нм, c = 1,1678 нм, Z = 4.

Растворяется в воде.
Образует кристаллогидраты состава CaSeO4•n H2O, где n = 1/2, 5/8 и 2.